# Copestylum placivum
Copestylum placivum är en tvåvingeart som först beskrevs av Hull 1943.  Copestylum placivum ingår i släktet Copestylum och familjen blomflugor.
Artens utbredningsområde är Ecuador. Inga underarter finns listade i Catalogue of Life.